# Hamilton Jukes
Hamilton Jukes   (Winnipeg, 28 de maig de 1895 - San Diego, 8 de gener de 1951) va ser un jugador d'hoquei sobre gel canadenc de naixement, però britànic d'adopció, que va competir durant la dècada de 1920. En esclatar la Primera Guerra Mundial es va traslladar al Regne Unit amb la Canadian Expeditionary Force.
El 1924 va prendre part en els Jocs Olímpics de Chamonix, on guanyà la medalla de bronze en la competició d'hoquei sobre gel.